# Koleša
Koleša je priimek v Sloveniji, ki ga je po podatkih Statističnega urada Republike Slovenije na dan 1. januarja 2010 uporabljalo 153 oseb.

## Znani nosilci priimka
- Viktor Koleša (1884—1946), politik, španski borec
- Anita Koleša, slovenska politčarka in kulturnica
- Sebastjan Koleša, (1976 - ) pisatelj